# رعيت
رعيت هي إحدى القرى اللبنانية من قرى قضاء زحلة في محافظة البقاع.
- تبعد عن بيروت 67 كلم.
- ترتفع 1060 مترا عن مستوى البحر، حيث أنها تقع على السفح الغربي لسلسلة جبال لبنان الشرقية.
- مساحتها 531 هكتارا